# Onkamojärvi
Onkamojärvi (in russo Онкамоярви?) è un lago nel comune di Salla, nella regione della Lapponia, in Finlandia. Si trova al confine tra la Finlandia e la Russia, situato a 290,5 metri sopra al livello del mare, e la sua superficie, di circa 19 km2, è quasi totalmente compresa nella parte finlandese
.
Nel lago ci sono 22 isole: Kallunkisaari, Karvastekemäsaari, Kätkänsuusaari, Lujesaaret (in realtà due isole con un unico nome), Majavasaari, Markuksen Aittasaari, Nilisaari, Oravasaari, Paltsarsaari, Peurasaari, Saaranpaskantamasaari, Talvitiensuusaari, Tossonsaari, Vitsinsaari oltre ad altre sette isole senza nome.
Calcolando anche quelle molto piccole il numero di isole sale a 32.